# Slatna, Radovljica
Slatna este o localitate din comuna Radovljica, Slovenia, cu o populație de 53 de locuitori.